# Bilješke iz Šestice
Neke od najpoznatijih hit skladbi s albuma su "Emina", "Ko se ono brijegom šeće", "Crven fesić", "Evo srcu mome radosti".
Popis pjesama
| 1.    | »Emina«                       | 6:31 |
| 2.    | »Intro«                       | 0:55 |
| 3.    | »Razbolje se šimšir list«     | 3:34 |
| 4.    | »Crven fesić«                 | 3:06 |
| 5.    | »Ko se ono brijegom šeće«     | 3:06 |
| 6.    | »Oj, ovčarče (Sol’s prelude)« | 4:47 |
| 7.    | »Grana od bora«               | 5:49 |
| 8.    | »Star se Ćurčić pomamio«      | 3:37 |
| 9.    | »Evo srcu mome radosti«       | 5:21 |
| 10.   | »Goranine, ćafanine«          | 4:26 |
| 11.   | »Ashun daje mori (interlude)« | 4:20 |
| 12.   | »Ashun daje mori«             | 5:26 |
| 13.   | »Ajde Jano«                   | 4:48 |
| 14.   | »Lullaby (finale)«            | 4:20 |
| 57:19 |                               |      |

## Vanjske poveznice
- Službena web stranica Divanhane